# Liste der Abgeordneten im Kommunallandtag der Hohenzollernschen Lande 1886–1891
Diese Liste nennt die Abgeordneten im Kommunallandtag der Hohenzollernschen Lande in der dritten Wahlperiode 1886–1891.

## Zusammensetzung
Der Fürst von Hohenzollern, Leopold von Hohenzollern hatte eine Virilstimme, eine weitere Stimme hatten die Fürsten von Fürstenberg, Karl Egon III. zu Fürstenberg und Thurn und Taxis, Albert von Thurn und Taxis gemeinsam. Die Fürsten konnten sich im Kommunallandtag vertreten lassen und machten dies auch. Jeweils ein Abgeordneter wurde durch die Stadträte der Städte Sigmaringen und Hechingen gewählt. Je drei Abgeordnete wählten die Amtsversammlungen der vier Oberämter Sigmaringen, Hechingen, Gammertingen und Haigerloch.

## Liste
| Abgeordneter                              | Beruf                                                 | Wahlkörper                                    | Mandatsdauer |
| ----------------------------------------- | ----------------------------------------------------- | --------------------------------------------- | ------------ |
| Hermann Buck                              | Fürstlich Hohenzollernscher Hofkammerrat, Sigmaringen | Fürstenhaus Hohenzollern                      | 1886–1891    |
| Philipp Wohlgemuth                        | Fürstlich Fürstenbergischer Domänenrat, Sigmaringen   | Fürstenhäuser Fürstenberg und Thurn und Taxis | 1886–1889    |
| Karl Kettner                              | Fürstlich Fürstenbergischer Rentmeister, Sigmaringen  | Fürstenhäuser Fürstenberg und Thurn und Taxis | 1889–1891    |
| August Alexander Evelt                    | Landgerichtspräsident, Hechingen                      | Oberamt Hechingen                             | 1886–1891    |
| Fridolin Löffler                          | Lehrer, Boll                                          | Oberamt Hechingen                             | 1886–1891    |
| Jakob Kaus                                | Vogt, Bechtoldsweiler                                 | Oberamt Hechingen                             | 1886–1891    |
| Fidelis Graf                              | Amtsgerichtsrat, Sigmaringen                          | Oberamt Sigmaringen                           | 1886–1891    |
| Leopold Kerle                             | Bürgermeister, Ostrach                                | Oberamt Sigmaringen                           | 1886–1891    |
| Josef Kirn                                | Bürgermeister, Wald                                   | Oberamt Sigmaringen                           | 1886–1891    |
| Franz Josef Steinhart                     | Bürgermeister, Kettenacker                            | Oberamt Gammertingen                          | 1886–1888    |
| Theodor Schmid                            | Posthalter, Gammertingen                              | Oberamt Gammertingen                          | 1886–1888    |
| Jakob Rudolf Emil Minor                   | Oberamtmann, Gammertingen                             | Oberamt Gammertingen                          | 1886–1889    |
| Josef Koch                                | Bürgermeister, Benzingen                              | Oberamt Gammertingen                          | 1888–1891    |
| Camill Leuze                              | Bürgermeister, Neufra                                 | Oberamt Gammertingen                          | 1888–1891    |
| Werner von Weiher                         | Oberamtmann, Gammertingen                             | Oberamt Gammertingen                          | 1889–1890    |
| Karl Freiherr Schirndinger von Schirnding | Oberamtmann, Gammertingen                             | Oberamt Gammertingen                          | 1890–1891    |
| Rupert Fischer                            | Bürgermeister, Weildorf                               | Oberamt Haigerloch                            | 1886–1891    |
| Johann Umbrecht                           | Bürgermeister, Glatt                                  | Oberamt Haigerloch                            | 1886–1889    |
| Oskar Kraus                               | Amtsrichter, Haigerloch                               | Oberamt Haigerloch                            | 1886–1891    |
| Fridolin Breisinger                       | Hirschwirt, Dettingen                                 | Oberamt Haigerloch                            | 1889–1891    |
| Theodor Gayer                             | Stadtbürgermeister, Sigmaringen                       | Stadt Sigmaringen                             | 1886–1891    |
| Karl Baur                                 | Stadtschultheiß, Hechingen                            | Stadt Hechingen                               | 1886–1891    |

## Landesausschuss
| Abgeordneter   | Beruf                                                 | Wahlkörper               | Mandatsdauer |
| -------------- | ----------------------------------------------------- | ------------------------ | ------------ |
| Karl Baur      | Stadtschultheiß, Hechingen                            | Stadt Hechingen          | 1886–1891    |
| Hermann Buck   | Fürstlich Hohenzollernscher Hofkammerrat, Sigmaringen | Fürstenhaus Hohenzollern | 1886–1891    |
| Theodor Schmid | Posthalter, Gammertingen                              | Oberamt Gammertingen     | 1886–1888    |
| Oskar Kraus    | Amtsrichter, Haigerloch                               | Oberamt Haigerloch       | 1886–1891    |

Vorsitzender von Kommunallandtag und Landesausschuss war August Alexander Evelt.